# 駐留軍等労働者
駐留軍等労働者（ちゅうりゅうぐんとうろうどうしゃ）とは、国家に雇用され、在日米軍施設で勤務する者のこと。

## 概要
現在、駐留軍等労働者は、防衛省の各地方防衛局に雇用され、独立行政法人駐留軍等労働者労務管理機構が労働関係の調整、事務を行っている。
防衛省が雇用主であり、給与も日本国政府から支給されるが、公務員ではないので社会保険は防衛省共済組合（共済組合）ではなく、健康保険組合の駐留軍要員健康保険組合が管掌する。
応募資格であるが、法律上国家公務員でないので、国籍条項はなく、日米両国民以外でも応募可である（ただし、合衆国軍隊の構成員もしくはその家族は応募不可）。

## 労働組合
全駐留軍労働組合（全駐労）が労働問題・団体交渉を行っている。占領下の沖縄では1961年に全沖縄軍労働組合連合（全軍労）が結成され、本土復帰後は全駐労沖縄地区本部になった。

## 法的地位
駐留軍等労働者は、日本国とアメリカ合衆国との間の相互協力及び安全保障条約第六条に基づく施設及び区域並びに日本国における合衆国軍隊の地位に関する協定第12条4項及び防衛省設置法第4条第25号に基づき国（防衛大臣）に雇用され、駐留軍等及び諸機関（在日米軍施設）のために労務に服するものと定義されている。

## 雇用形態
間接雇用方式が採用されている。

## 歴史的な経緯
太平洋戦争終戦後、日本に進駐した連合軍の駐留や占領行政の人員配置に伴い、多くの労働者を必要とした。連合国軍最高司令官総司令部は、日本国政府にこれらの労働力の提供を命じた。
当初は、アメリカ軍に対する不安感や英語が不得手という理由から、なかなか集まらなかった。そのため町内会に一種の勤労動員として強制的に割り当てたり、残務整理をしていた旧日本軍将兵に携わらせたりした。その後大々的に募集をかけたこと、また米軍の信用度が高まったことで、次第に充足されるようになった。
初期の雇用形態は日雇いで賃金が支払われたが、1945年9月3日から日本国政府が労働者を雇用して、GHQに提供するという労働形態が確立されることになった。それに並行して、常勤職員化も進められた。「日本政府に雇用される」という労働形態から、臨時人事委員会（後の人事院）から国家公務員に認定され、1948年7月1日～同年12月20日までは一般職国家公務員として扱われた。1948年12月21日に国家公務員特別職に切り替えられ、1952年4月28日からは国家公務員の枠から外され、駐留軍等労働者になった。

## 雇用契約の分類
雇用区分は下記の通りである。
- 基本労務契約（Master Labor Contract、MLC）
  - 米軍の軍務に付随する業務に従事する者の契約
    - 事務職、運転手、エンジニア、警備員、消防士など
- 諸機関労務協約（Indirect Hire Agreement、IHA）
  - 日米地位協定第15条に定める「諸機関」（売店、レストランなど福利厚生のための施設）の業務に従事する者の契約
    - 販売員、調理人、接客係など
- 船員契約（Mariners Contract、MC）
  - 船員という特殊性に鑑み、上記2契約とは別途に定めた契約
    - 船長、機関長など